# تیتو آمبروسینی
تیتو آمبروسینی (ایتالیایی: Tito Ambrosini; ۲۴ ژوئن ۱۹۰۳ – ۱۴ آوریل ۱۹۶۵) بازیکن واترپلو اهل ایتالیا بود. وی در بازی‌های المپیک تابستانی ۱۹۲۴ شرکت کرده‌است.